# Elliboarkajávrásj
Elliboarkajávrásj, enligt tidigare ortografi Iellipårkajauratj, är en sjö i Jokkmokks kommun i Lappland och ingår i Luleälvens huvudavrinningsområde. Sjön har en area på 0,131 kvadratkilometer och ligger 816 meter över havet. Elliboarkajávrásj ligger i Padjelanta Natura 2000-område. Sjön avvattnas av ett namnlöst biflöde till Sjpietjavjåhkå.

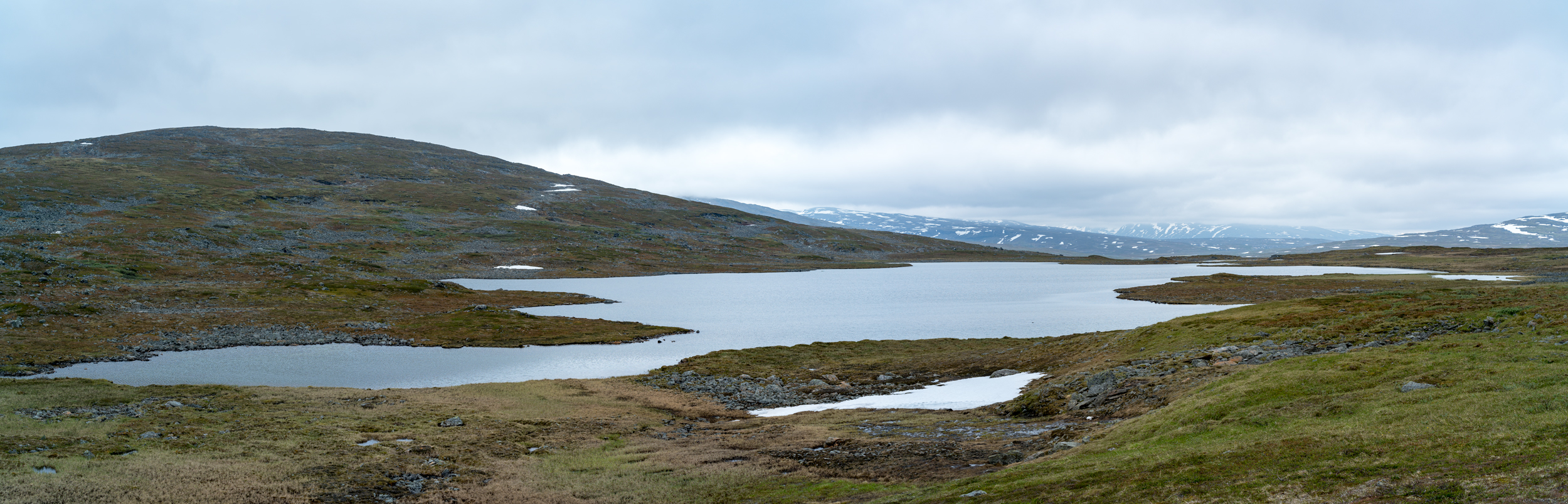
Elliboarkajávrásj, vy mot SO. Till vänster Sjpietjav.

## Delavrinningsområde
Elliboarkajávrásj ingår i det delavrinningsområde (749430-156062) som SMHI kallar för Mynnar i Sjnjuftjutisjåkkå. Medelhöjden är 876 meter över havet och ytan är 47,69 kvadratkilometer. Räknas de 2 avrinningsområdena uppströms in blir den ackumulerade arean 98,04 kvadratkilometer. Sjnjuvtjudisjåhkå som avvattnar avrinningsområdet har biflödesordning 3, vilket innebär att vattnet flödar genom totalt 3 vattendrag (Vuojatädno, Stora Luleälv, Luleälv) innan det når havet efter 373 kilometer. Avrinningsområdet består mestadels av kalfjäll (97 procent). Avrinningsområdet har 0,55 kvadratkilometer vattenytor vilket ger det en sjöprocent på 1,2 procent.